# Erythrodes blumei
Erythrodes blumei är en orkidéart som först beskrevs av John Lindley, och fick sitt nu gällande namn av Rudolf Schlechter. Erythrodes blumei ingår i släktet Erythrodes och familjen orkidéer. Inga underarter finns listade i Catalogue of Life.